# 丹利鎮區 (阿肯色州福克納縣)
丹利鎮區（英語：Danley Township）是位於美國阿肯色州福克納縣的一個行政鎮區。

## 地方資料
丹利鎮區的面積為129.27平方千米，當中陸地面積為113.58平方千米，而水域面積為15.69平方千米。根據2010年美國人口普查的數據，當地共有人口4694人，而人口密度為每平方千米36.31人。